# Encephalartos lebomboensis
Encephalartos lebomboensis  (лат.) — вечнозелёное древовидное растение рода Encephalartos. 
Вид получил названия от гор Лебомбо, на севере провинции Квазулу-Натал, где он был впервые описан.
Ствол высотой до 4 м и диаметром от 25 до 30 см. Листья длинночерешковые, светло- или тёмно-зелёные, очень блестящие, длиной 100-150 см, шириной от 20 до 27 см.
Пыльцевые шишки 1-3, узкояйцевидные, жёлтые, длиной 40-45 см, диаметром 12-15 см. Семенные шишки длинные 1-3, яйцевидные, жёлтые, длиной 40-45 см, диаметром 25-30 см. Семена продолговатые, 30-40 мм, шириной 18-22 мм, саркотеста красная .
Вид распространён в Южной Африке (Квазулу-Натал, Мпумаланга) и Эсватини. Произрастает на высоте от 500 до 1000 метров над уровнем моря. Этот вид растёт в саванном типе растительности. Растения растут на скалах в скалистых ущельях, растут в зарослях и на пастбищах.
Вид находится под угрозой из-за чрезмерного сбора и сельскохозяйственной деятельности. Растения также используются в традиционной медицине. Популяции находятся на территории Mlawula Nature Reserve и Itala Game Reserve.